# Škrateljčka
Škrateljčka je pravljica, ki sta jo napisala Jacob in Wilhelm Grimm leta 1852, prevod v slovenščino leta 1993.

## Vsebina
Pravljica govori o revnem čevljarju, ki je tako obubožal, da mu je ostalo usnja samo še za par čevljev. Ne, da bi jih izdelal je odšel spat, ko pa se je zjutraj prebudil je na mizi zagledal mojstrsko izdelane čevlje, ki jih je za velik denar prodal prvemu kupcu. S tem denarjem je lahko dobil usnja za dva para čevljev, ki ga je spet pustil čez noč na mizi. Zgodba se je tako ponavljala večer za večerom. Vsako jutro je dobil več čevljev in vsi so bili prave mojstrovine. Nekega dne sta se z ženo odločila, da bosta bedela in tako ugotovila kdo jima ponoči izdeluje čevlje. Takoj, ko je odbilo polnoč sta prišla dva majcena, drobna in popolnoma naga škrateljčka. Hitro sta se lotila dela in ga tudi hitro opravila. Za naslednji večer pa sta jima mož in žena v zahvalo podarila obleko in čeveljčke. Škrateljčka sta bila zadovoljna, ker sta dobila darilo za nuno delo. Od takrat naprej nista več prihajala, čevljar in njegova žena pa sta kljub temu živela srečno in bogato še naprej.
Založba Mladinska knjiga je leta 1993 izdala zbrane Grimmove pravljice, ki jih je po natisu iz leta 1857 prevedla Polonca Kovač.

## Analiza pravljice/besedila
Liki
- Glavne osebe
  - Čevljar je glavni literarni lik v tej pravljici. Bori se z revščino, vendar zanjo ni sam kriv. Neke noči mu na pomoč, pri izdelavi čevljev, priskočita dva majhna škrateljčka. Od takrat je on samo urezoval usnje, čevlje pa sta mu izdelovala škratlejčka.
  - Čevljarjeva žena je prijazna, dobrega srca, ona da idejo, da bi škrateljčkoma podarila oblekici v zahvalo za njuno delo.
  - Škrateljčka sta majhna možiclja brez obleke, ki znata zelo hitro in natančno izdelovati čevlje. V stiski priskočita na pomoč čevljarju in se mu tako pomagata izkopati iz revščine.

- Stranske osebe
  - Kupci čevljev so ljudje, ki kupujejo čevljarjeve čevlje. Zaradi mojstrske izdelave le teh so zanje pripravljeni plačati dvakratno ceno.

Književni časdaljna preteklost, čas pred božičem
Književni prostorčevljarjeva hiša
Motivi za dogajanjemotiv revščine, motiv urezovanja usnja, motiv novih brezhibno izdelanih čevljev, motiv prodajanja čevljev, motiv obogatitve, motiv prihoda škrateljčkov, motiv dobrega življenja.
Temarevno življenje čevljarja in njegove žene, dokler ju iz revščine ne rešita škrateljca s svojim urnim in pridnim delom.
Tematikasocialna (revščina čevljarja in njegove žene)
Slog
- Pomanjševalnice: lučka, možička, prstki, srajčke, suknjice, hlačice, čeveljčki, škrateljčka, oblekice,
- Okrasni pridevki: premožen mož, majcena, drobna in naga možička, mala možička, ljubka oblačila,

Pripovedovalec
- prvoosebni
- tretjeosebni

Pomembni dogodki
- Ko čevljar zjutraj najde brezhibno izdelane čevlje,
- ko čevljar in njegova žena vidita kdo izdeluje čevlje,
- ko jima podarita obleko in čevlje

SporočiloDobro se z dobrim povrne.

## Interpretacija dela
Pravljica vsebuje pravljične prvine, to lahko vidimo že takoj na začetku, saj se zgodba začne s tipičnimi besedami (»Nekoč je živel čevljar…«). To nakazuje, da se zgodba ne bo nanašala na sedanjost, temveč gre za namerno nejasnost začetka, ki nakazuje prehod iz konkretnega sveta vsakdanje stvarnosti v abstrakten svet človekove domišljije. 
Po Brunu Bettelheimu pravljična bitja priskočijo junaku na pomoč, kadar se ta znajde v stiski. V tej zgodbi tako spoznamo čevljarja, ki je popolnoma obubožal. Iz njegove stiske mu pomagata dva majhna škrateljca in sicer tako, da mu ponoči mojstrsko izdelujeta čevlje iz usnja, ki ga je izrezal. S pomočjo pravljičnih bitij, v tem primeru dveh majhnih škrateljcov, lahko pravljici zagotovimo srečen konec. 
Pravljični liki niso dobri in hudobni hkrati, osebe so utelešena krutost ali nesebična dobrota, vmes ni ničesar. Natančna opredelitev osebnosti posameznih literarnih junakov, pomaga otroku razporediti njegova protislovna čustva, oziroma vnesti red v njihovo življenje. V tej pravljici tako nastopajo samo bitja, ki imajo pozitiven značaj. 
Junaki v pravljici nimajo osebnih imen. Vedno so poimenovani čevljar, čevljarjeva žena, in škrateljčka.
Brata Grimm sta dobro poznana po tem, da zanju moški ni nikoli ničesar kriv ampak sta krivdo valila na ženske. V tej pravljici to ni izrazito napisano, vendar se jasno vidi, da je v ospredju čevljar in ne njegova žena. Že takoj na začetku zgodbe lahko preberemo, da čevljar ni bil sam kriv za svojo revščino. Tudi na koncu pravljice piše da se je čevljarju še vse nadaljnje življenje dobro godilo, njegova žena pri tem ni omenjena.

## Motivno-tematske povezave
- Motiv človeka, ki se je izkopal iz revščine in postal bogat (Obuti maček, Kako je Pavliha obogatel,
- Motiv človeka, ki so mu iz stiske pomagala pravljična bitja (Pepelka, Obuti maček)
- Motiv dobrote (Bela kača s kronico, Kako se je ježek oženil)
- Pravljice, kjer je prisotna revščina (Dva brata, Kmetič, Bogata in uboga sestra, Podganjek, Denar ne osreči človeka, Mizica, pogrni se, Palček, Janko in Metka, Slepi bratec)

## Izdaje
- J. in W. Grimm: Grimmove pravljice, založba Mladinska knjiga, Ljubljana, 1993
- J. in W. Grimm: Pravljice, Založba Mladinska knjiga, Ljubljana, 1999